# Odontomyrme rasnitsyni
Odontomyrme rasnitsyni (лат.) — вид ос-немок рода Odontomyrme. Эндемик Папуа — Новой Гвинеи. Назван в честь профессора Александра Павловича Расницына.

## Распространение
Эндемик Папуа — Новой Гвинеи. Выявлен в районе деревни Гуми, расположенной во внутренней части восточной провинции Моробе.

## Описание
Длина около 4 мм. Голова чёрная, мандибулы за исключением вершины буровато-красные, жгутики усика снизу желтовато-коричневые. Мезосома чёрная с коричневато-красными ногами. Брюшко чёрное, тергит Т2 с мелким желтоватым кутикулярным пятном на вершине, тергит Т6 буровато-красный. Щечный киль хорошо развит, образуя бугорок гипостомального киля. Мезоплеврон выпуклый, среднеспинка шире переднеспинки или проподеума, мезоплевральный вертикальный киль хорошо развит с длинными белыми почти прямостоячими щетинками. Тергит Т6 с удлиненным пигидием, с боковым валиком, стёртым на вершине, с редкими бороздками (~ 15 в середине), бороздки не доходят до заднего края, апикальная четверть гладкая, блестящая. Odontomyrme rasnitsyni сходен с видом Odontomyrme addenda  (André, 1901) из Австралии, но отличается окраской брюшка.

## Таксономия и этимология
Вид Odontomyrme rasnitsyni был впервые описан в 2021 году российским гименоптерологом Аркадием Степановичем Лелеем (Федеральный научный центр биоразнообразия наземной биоты Восточной Азии ДВО РАН, Владивосток, Россия) по голотипу самки, собранной в 2004 году на острове Новая Гвинея. Видовое название дано в честь палеоэнтомолога Александра Павловича Расницына (Палеонтологический институт РАН, Москва), за его крупный вклад в изучение перепончатокрылых насекомых и по случаю его 85-летия.